# Le Roman de ma femme
Pour plus de détails, voir Fiche technique et Distribution.
Le Roman de ma femme est un film français réalisé par Jamshed Usmonov, sorti en 2011.

## Synopsis
Eve est une belle et jeune femme dont le mari, Paul, vient de disparaître. Elle choisit maître Cholet, dont Paul fut l'élève et le collaborateur, pour la soutenir alors que la police ouvre une enquête. Qui dit vrai ? Qui ment ?

## Fiche technique
- Titre : Le Roman de ma femme
- Réalisation : Jamshed Usmonov
- Scénario : Jamshed Usmonov
- Musique : Pierre Aviat
- Photographie : Lubomir Bakchev
- Montage : Frédéric Baillehaiche, Jean-Baptiste Beaudoin et Jamshed Usmonov
- Production : Denis Carot et Marie Masmonteil
- Société de production : Elzévir Films, Arte France Cinéma, Canal+ et CinéCinéma
- Société de distribution : Ad Vitam Distribution (France)
- Pays :  France
- Genre : drame
- Durée : 100 minutes
- Dates de sortie : 
  -  France : 2 mars 2011

## Distribution
- Léa Seydoux : Eve
- Olivier Gourmet : maître Chollet
- Gilles Cohen : le policier qui enquête
- Maruf Pulodzoda : Amro, le tadjik défendu par maître Chollet
- Thibault Vinçon : Alexandre, l'ex-petit ami d'Eve
- Kseniya Rappoport : la femme d'Amro
- Sacha Bourdo : l'interprète tadjik